# 窮理図解
『窮理図解』（きゅうりずかい）は、福澤諭吉の著書のひとつ。正式名称は、『訓蒙 窮理圖解』（きんもう きゅうりずかい）。1868年（明治元年）の初秋に、慶應義塾から和装の3巻本として出版された。1861年から1867年にかけてイギリスとアメリカで出版された物理書、博物書、地理書を参考にして、日常の身近な自然現象を平易に図解した書物である。日本で最初の科学入門書とされる。
訓蒙とは子供や初心者に教え諭すという意味であり、窮理学とは、当時の言葉で広義の物理学のことをさす。1872年（明治5年）に発布され施行された学制から、「窮理」という言葉が使われなくなり、代わりに「物理」という言葉が使用されるようになった。さらに、本書は小学校の教科書として使用されるようにもなった。

## 成立
福澤は1867年（慶応3年）に幕府の軍艦受取委員の小野友五郎の随員として二度目のアメリカ合衆国への渡航をはたした。この際、大量の書物を購入し、その中に、『英版チャンブル窮理書』（Chamber's educational cource, Natural Philosophy, for use in schools, and for private instruction, London ＆ Edinburgh）や『米版クワッケンボス窮理書』（G.P.Quackenbos, A Natural Philosophy, New York）等の7冊の物理学、博物学、地理学の書物が含まれていた。これらの書物から適当な部分を選択して翻訳し、西洋の事物を日本の事物に置き換えて翻案することにより本書は成立した。

## 概要
以下、『福澤諭吉著作集 第2巻 世界国尽 窮理図解』 慶應義塾大学出版会、2002年からの引用を含む。

### 序文
最初に、西洋人の説として、何事においても（特に科学技術において）その原理原則を知らないで単に結果を受取るだけでは「馬の秣（）を食い、その味（）を知てその品柄（）を知らざるが如（）し」と述べて、原理から物事の仕組みを知ることの重要性を説く。続けて、「苟（）にも人としてこの世に生れなば、よく心を用いて、何事にも大小軽重に拘（）わらず、先（）ずその物を知りその理を窮め、一事一物も捨置くべからず」と、科学する心と物理の重要性を説く。

### 凡例
本書は洋書の翻訳でありながら、翻訳調ではなく分かりやすい日常語を使用して、図を多用し、子供や女性にも理解しやすいように配慮されている。そのため小学校の教科書にも使用されることとなった。最後に翻訳の原書を7冊あげて読者の参考としている。

### 巻の一

#### 第一章
第一章では「温気」（温度と熱）のことを解説する。「温気」の源として第一に「日輪」（太陽）をあげて、ガラスのレンズで太陽の光を集めて物を焼く実験を解説する。続けて、第二には物の調合（化学反応）、第三には摩擦熱や火打ち石のことを、第四には「えれきとる」のことを落雷を例をあげて説明する。最期に温度計のことを図示して解説する。水が沸騰すると華氏212度になり、氷だと華氏32度になり、氷を粉にして塩をまぜると華氏0度になると解説する。

#### 第二章
第二章では「空気」のことを解説する。水鉄砲を例にあげて空気の作用と水鉄砲の原理を解説する。さらに続けて、ポンプや「晴雨器」（気圧計）のことも説明する。
また、第二章の終りで、「木挽町（）汐留（）の三河屋綱吉（）という小間物屋」が持ってきた、「夏の衣服に霧吹く道具」を例にあげて、空気の作用がこのような身近な道具にも備わっていることを示す。このように非常に身近で些細なことを例にして空気の「理合」（原理）を説明した後で、「都（）て世の中の物事は、大小に拘（）らず、道理を考えずしてその儘（）に捨（）置けば、その儘のことにて、面白くもなく珍しくもあらざれども、よく心を留（）てこれを吟味するときは、塵芥一片（）、木葉一枚のことにてもその理あらざるはなし。故に人たるものは幼きときより心を静（）にして、何事にも疑（）を起し、博（）く物を知り、遠く理を窮（）て、知識を開かんことを勉（）むべし。徳誼（）を修め知恵を研（）くは人間の職分なり」と科学する心得を述べている。

### 巻の二

#### 第三章
第三章では「水」のことを解説する。水の性質としてサイフォンの原理を説明し、水道や吹き出し井戸のことを解説する。最期に、山から噴き出している湧水が半年だけ涸れるのはなぜかを図示して説明する。

#### 第四章
第四章では「風」のことを解説する。「廻灯籠」（まわりどうろう）を例にあげて、熱せられた空気は軽くなって上に昇ることを説明する。それから、説明は地球規模に拡大し、季節風のメカニズムも同じ原理で起ることを説明する。最期に、なぜ昼は海から陸に向って風が吹き、夜は逆に陸から海に向って風が吹くのかを解説する。

#### 第五章
第五章では「雲と雨」のことを解説する。洗濯物を干す図をあげて、なぜ物が乾くのか疑問を投げかけ、「蒸発気」（水蒸気）のことを説明する。さらに、蒸発気が冷えれば雲や霧の形に変ることを解説する。この原理を使って「蒸露缶」（酒などを蒸留する装置）の仕組みを図示して説明する。
ここから、「右は唯（）道具仕掛（）の細（）なる説話（）なれども、世界中に雨の降るもこの理より外（）ならず」と視野を広げて、水蒸気が雨になり、また蒸発して循環することも同じ原理で起ることを述べる。さらに、水蒸気が霧になる例として、高山に登れば足下から白雲が起ることをあげて、富士山の傘雲を図示して解説する。最期に、水が蒸発するときに熱を奪うため涼しくなることを庭園に水を撒く図をあげて説明する。

#### 第六章
第六章では「雹、雪、露、霜、氷」のことを解説する。まず、空中の水蒸気が冷えて露になることを述べて、晴れた夜は地面が冷えるから露ができやすく、曇りの夜は逆にできにくいことを説明する。さらに、夜の冷気が激しくなり温度が華氏32度より下がると、露が霜になることを述べる。また、雲が雨になるときに温度が華氏32度より下がると、水蒸気が凝結して雪になり、雨が凝結すると雹や霰になることを説明する。最期に、水が氷になると容積が増えるため、氷は水に浮かぶことを説明する。

### 巻の三

#### 第七章
第七章では「引力」のことを解説する。最初に、「物は物と互（）に相引き互に相近（）かんとするの力あり。これを引力という。凡（）そ世界中の万物、その大小に拘（）らず、此（）の引力を具（）えざるものなし」と引力の定義を述べて、地球の引力を説明し、玉と玉が引力でくっつかないのは地球の引力が非常に大きいからだと解説する。そして、地表から離れるほど地球からの引力が減少するため物が軽くなることを示す。その例として、千斤（きん）の鉄の玉を、高さ五十九町余の山の上に持ち上げると、九百九十八斤になることを述べる。さらに、「この割合にて段々に高く登り、九万八千里余の月の世界に至らば、この千斤の玉、僅（）かに五十匁許（）になるべし」と具体的に計算して、物が軽くなる仕組みを詳しく解説する。
次に、遠心力と求心力のことを解説し、なぜ地球が太陽のまわりを廻るのか図を使って説明する。さらに、宇宙に目を向けて、「空々茫々（）たる広き天に、数限（）もなき星の列（）りて、開闢（）の始（）より今日に至るまで、その行列を乱ることなきは、皆引力の致す所なり。星にも種類ありて、遠きものを恒星（）といい、近きものを遊星（）という。恒星の遠きこと幾億万里という限なし」と恒星と「遊星」（惑星）のことを解説し、遊星が恒星のまわりを廻るものであり、「五星」といわれた木火土金水の星々も遊星であり、地球もまた遊星の一種であることを述べる。そのため、他の遊星から地球を見たらやはり星のように見えると指摘する。さらに恒星が太陽と同じ種類の星であることを説明する。また、銀河も恒星の集まりであることを述べて、「銀河（）の高さなどに至りては億兆の数にて、とても測るべからず。洪大とやいわん、無辺とやいわん、これを考えても気の遠くなるほどのことなり」と宇宙の広大さを述べる。
次に、一転して極微の世界に目を向けて、顕微鏡を図示する。その顕微鏡で一滴の池の水の中にも幾千の虫がいることを指摘して、「その虫の細なること、一百万の数を集るとも罌粟粒（）の大（）さに及ばず」と微細な世界を紹介する。
最後に、地震、雷、虹、彗星などに関しては、ほぼ同じ時期に出版された小幡篤次郎の『天変地異』を参照するように述べて締めくくる。

#### 第八章
第八章では「昼夜」のことを解説する。西暦1606年にガリレオが地動説を提唱して、地球が動くことが一般に広まったことを述べる。さらに、地球の形が毬や「橙実」（ダイダイ）のように丸いことを述べて、地球の大きさを示す。そして、地球が丸いことから太陽に照らされている面が昼となり、照らされていない面が夜になることを解説する。さらに、西に行けば行くほど日の暮れるのも遅くなることを具体的に、江戸、北京、ロンドンの時差を計算して解説する。

#### 第九章
第九章では「四季」のことを解説する。「日輪」（太陽）も丸い形をした火の玉であることを述べて、地球の公転を独楽が行燈の廻りを廻ることに喩えて解説する。公転により「三百六十五日と二時半余」で一周して一年になることを述べる。そして、四季の起る原因として、地球の太陽に向う面が垂直の時は夏で、斜めになるときは冬になることを述べる。

#### 第十章
第十章では「日食と月食」のことを解説する。月は地球の衛星で、地球の廻りを廻っていることを図示し、自分では光らないで「日輪」の光を反射して光っていることを述べる。さらに、月が地球の廻りを廻るにつれて、新月から三日月、半月、満月となり、また続けて廻るにつれて逆に、満月から半月、三日月、新月と戻ることを図示して解説する。
次に、月が「日輪」と地球の間に入る時に日蝕が起り、地球が月と「日輪」の間に入る時に月蝕が起ることを解説する。さらに、「日輪」と月の大きさや地球からの距離を述べて、「世界より日輪へ蒸気車の路（）あるとして、之（）に乗て駆（）なば、五百年の間、駆づめにして、漸（）く日輪の処へ届くべしといえり」と地球と「日輪」との距離の大きさに感歎して締めくくる。

## その他
明治の初めに、本書がさきがけとなって窮理熱といわれる科学入門書のブームが起きた。このこともあり、版はいくつか出ており、初版が1868年（明治元年）、再版が1871年（明治4年）6月、第三版が1873年（明治6年）6月に出版された。仮名垣魯文は福澤の『窮理図解』をもじった『河童相伝 胡瓜遣』（かっぱそうでん きゅうりずかい）（1872年）という滑稽本を発表している。